# Monte Ótris
O monte Ótris (em grego: όρος Όθρυς; romaniz.: óros Othrys, também Όθρη – Othri) é uma cordilheira do centro da Grécia, na parte nordeste de Ftiótida e na parte sul de Magnésia. Seu cume mais alto, Geracovuni, situado na fronteira da Ftiótida e Magnésia, está a 1 726 metros (5 663 pés) acima do nível do mar. Uma área protegida Natura 2000 foi definida em grande parte, mas não em toda a área de distribuição, de acordo com a Diretiva Aves. De interesse para o governo é a proteção das aves de rapina e a prevenção de desmatamentos e outras medidas de assentamento que destruiriam o seu habitat tradicional. A área, chamada Oros Othrys, Vouna Gkouras kai Farangi Palaiokerasias, ID GR1430006, inclui a cordilheira oriental, um contraforte ao sul para cobrir o desfiladeiro de Paleocerásia e um contraforte ao norte para cobrir a colina Gcuras.

## História
Em 5 de fevereiro de 1991, um Lockheed C-130H Hercules 748 caiu na montanha, matando 63 pessoas.

## Mitologia
Na mitologia grega, o Ótris foi a sede de Cronos e dos outros titãs durante a guerra de dez anos com os deuses do Olimpo conhecida como Titanomaquia. Foi também o berço dos deuses mais velhos, Héstia, Deméter, Hera, Hades e Posidão. Foi atacado pelos olimpianos, liderados pelo filho de Cronos, Zeus. Mais tarde, Zeus derrubou seu pai e ganhou domínio sobre todos os céus e a terra.

## Túnel
O túnel de Ótris (em grego: Σήραγγα Όθρυος) é um túnel de 2,9 quilômetros (1,8 milha) de comprimento localizado na seção sul da Rodovia Central da Grécia, entre Lâmia e Xiníada. Passa por baixo do monte Ótris. As obras começaram em 2008, juntamente com o resto da autoestrada, mas foram interrompidas em 2011 devido à crise da dívida pública grega. A construção foi retomada em 2019, juntamente com o restante do trecho sul. Sua construção enfrentou desafios. É o túnel rodoviário mais longo de toda a autoestrada e será um dos mais longos da Grécia. O túnel já foi escavado em ambos os lados, em outubro de 2021.